# Корбу (Теслуј)
Корбу (рум. Corbu) насеље је у Румунији у округу Олт у општини Теслуј. Oпштина се налази на надморској висини од 180 m.

## Становништво
Према подацима из 2011. године у насељу је живело 170 становника.